# دریکیش
دریکیش (به عربی: دریکیش) یک منطقهٔ مسکونی در سوریه است که در شهرستان دریکیش واقع شده‌است.

## خصوصیات
دریکیش ۴۰۰ متر بالاتر از سطح دریا واقع شده‌است.